# Newport Pagnell
Newport Pagnell es una localidad situada en la autoridad unitaria de Milton Keynes, en Inglaterra (Reino Unido), con una población estimada a mediados de 2016 de 14 904 habitantes.
Se encuentra ubicada al sur de la región Sudeste de Inglaterra, en el condado de Buckinghamshire, al noroeste de Londres.